# Marienehe

Quartiere Schmarl in Rostock

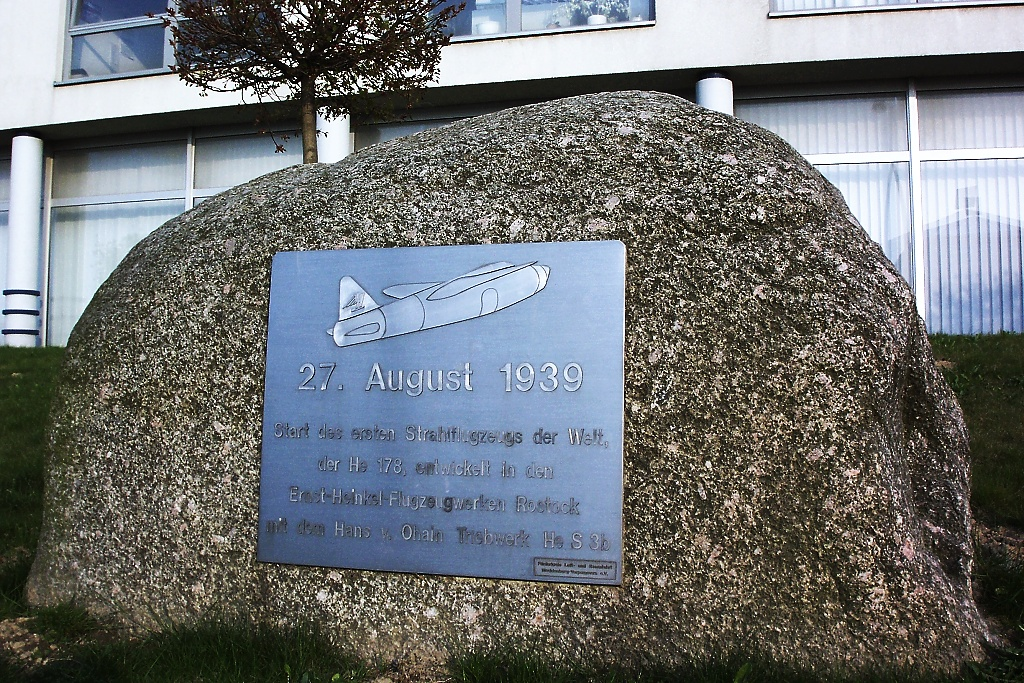
Targa commemorativa riguardo al primo jet al mondo in volo a Marienehe

Marienehe (alla lettera matrimonio di Maria) è una zona della città di Rostock in Meclemburgo-Pomerania Anteriore in Germania. Il quartiere si trova nei distretti di Schmarl, Evershagen e Reutershagen. Marienehe è oggi dominata da aree commerciali e industriali.

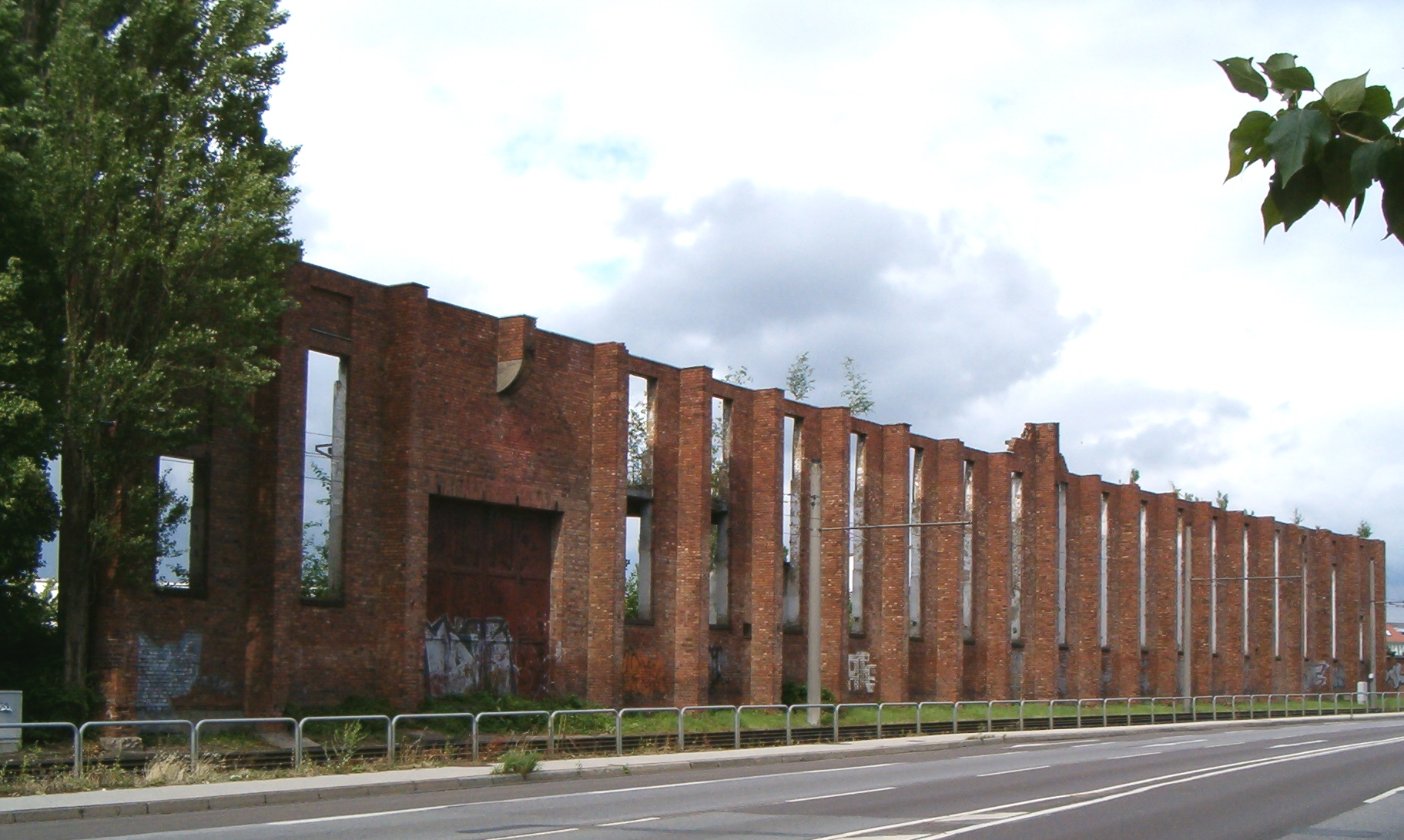
Rovine del quartier generale della Heinkel a Rostock-Marienehe

## Storia
Il nome di Marienehe compare per la prima volta nel 1304 in un atto del Re di Danimarca,  Erik VI. Menved. Nel 1393 il sindaco di Rostock, Baggele, acquistò l'area e nel 1396 la donò ai certosini che vi eressero la Certosa di Marienehe. Il monastero acquisì nel periodo successivo nove villaggi nella zona circostante e due nel Principato. Nel corso della riforma protestante i monaci sotto la guida di Mark Prior resistettero accanitamente al punto che il monastero dovette essere espugnato con le armi il 15 marzo 1552 e distrutto. Le pietre vennero riutilizzate per costruire il Castello di Güstrow.
Nel 1934 Marienehe venne unita a Rostock e nel 1933 la fabbrica aeronautica e automobilistica Heinkel, che per motivi di spazio non si poteva espandere ulteriormente a Warnemünde, scelse di costruire in questa località una nuova fabbrica.
il 27 agosto 1939 proprio a Marienehe effettuò il primo volo sperimentale quello che sarà il primo aereo a reazione del mondo, l'Heinkel He 178 con motore dall'ingegner Hans von Ohain.
Durante un pesante bombardamento alleato nel 1942 la fabbrica venne gravemente danneggiata e con la fine della seconda guerra mondiale tutti gli impianti, le macchine e le attrezzature utili furono requisiti, rimossi e inviati in Unione Sovietica.
Negli anni Cinquanta il sito di Marienehe venne utilizzato come porto principale per la flotta di pescherecci della Germania dell'Est e sede per la lavorazione del pescato.